# 大分市立稙田東中学校
大分市立稙田東中学校（おおいたしりつ わさだひがしちゅうがっこう）は、大分県大分市大字寒田にある市立中学校。

## 概要
大分市が新産業都市に指定され、大分臨海工業地帯が開発された1960年代後半以降、その背後地にあたる大分市郊外の稙田地区では大規模な住宅団地の開発が進められ、人口が急増した。
昭和40年代までは、稙田地区には稙田中学校、賀来中学校の2校の中学校があるのみであったが、昭和50年代には稙田中学校から3校の中学校が分離した。稙田東中学校は、そのような流れの中で1975年（昭和50年）に稙田中学校から最初に分離した中学校である。
稙田東中学校の通学区内には、敷戸団地をはじめ、多数の住宅団地が所在している。

## 沿革
- 1975年（昭和50年）4月1日 - 大分市立稙田東中学校開校（大分市立稙田中学校より分離）。

## 通学区域
- 大分市立寒田小学校通学区

曲の一部、宮崎の一部、鴛野の一部、寒田の一部、光吉の一部、旦野原の一部、上判田の一部
- 大分市立敷戸小学校通学区

曲の一部、鴛野の一部、宮崎の一部、旦野原の一部、敷戸北町、敷戸東町、敷戸西町、敷戸南町、芳河原台、星和台一丁目、星和台二丁目、敷戸台一丁目、敷戸台二丁目
- 大分市立鴛野小学校通学区

敷戸新町、鴛野の一部、旦野原の一部、寒田の一部、宮崎の一部、中判田の一部